# Lục bát
Lục bát, còn gọi là nê hay nê rừng (danh pháp khoa học: Annona reticulata), trong một số ngôn ngữ châu Âu gọi là tim bò, là một loài thực vật thuộc chi Na (Annona), có nguồn gốc từ khu vực nhiệt đới của Tân Thế giới.

## Mô tả
Đây là một loại cây rụng lá nhỏ hoặc bán xanh, cao tới 8 mét (26 ft) đến 10 mét (33 ft) với tán mở, không đối xứng.
Các lá mảnh không có lông, thẳng và nhọn ở đỉnh (ở một số giống nhăn nheo), dài từ 10 cm (3,9 in) đến 20 cm (7,9 in) và rộng 2 cm (0,79 in) đến 7 cm (2,8 in). Những bông hoa màu vàng-xanh thường mọc thành cụm có ba hoặc bốn hoa có đường kính từ 2 cm (0,79 in) đến 3 cm (1,2 in), với ba cánh hoa dài bên ngoài và ba cánh hoa rất nhỏ bên trong. Phấn hoa của Lục bát được thải ra dưới dạng bốn nhánh vĩnh viễn.
Quả có nhiều hình dạng khác nhau, hình trái tim, hình cầu, thuôn dài hoặc không đều. Kích thước dao động từ 7 cm (2,8 in) đến 12 cm (4,7 in), tùy thuộc vào giống cây trồng. Khi chín, quả có màu nâu hoặc hơi vàng, có màu đỏ nổi bật và mức độ hình lưới khác nhau, tùy thuộc vào giống. Thịt thay đổi từ ngon ngọt và rất thơm đến cứng với mùi vị khó chịu. Hương vị ngọt ngào, dễ chịu, giống mùi sữa trứng "truyền thống".

## Phân bố
Lục bát có thể là loài bản địa của vùng Caribe và Trung Mỹ, Annona reticulata hiện nay là loài phân bố khắp nhiệt đới. Lục bát phát triển từ mực nước biển đến độ cao 1.500 mét (5.000 ft) ở các khu vực Trung Mỹ có mùa mưa và mùa khô xen kẽ. Loài này được trồng và nhập tịch ở nhiều nơi nhiệt đới bao gồm Đông Nam Á, Đài Loan, Ấn Độ, Pakistan, Úc và Châu Phi. Ở Ấn Độ, loài này đã di cư từ quá trình trồng trọt ban đầu vào tự nhiên.

## Khí hậu
Mặc dù cây phát triển tối ưu ở điều kiện nhiệt đới nhưng Lục bát cũng được tìm thấy ở các vùng cận nhiệt đới. Lục bát đòi hỏi điều kiện ẩm ướt (lượng mưa trung bình đến cao). So với các loài Annonas khác, Lục bát có khả năng chịu hạn kém hơn. Nhiệt độ cần thiết hàng năm dao động từ 17 đến 27 °C. Lục bát chịu được sương giá nhẹ vào ban đêm ở nhiệt độ -2 °C. A. reticulata phát triển trên nhiều loại đất có độ pH từ 5 đến 8. Lục bát không chịu được ngập úng hoặc khi mực nước ngầm quá cao.

## Canh tác
Hạt giống có thể được nhân giống. Các kỹ thuật trồng trọt khác là ghép và tạo chồi. Cây cho 45 kg quả mỗi năm. Ở châu Á, mùa kéo dài từ tháng 7 đến tháng 9 và ở Caribe, mùa kéo dài từ tháng 2 đến tháng 4.

## Sử dụng

### Đồ ăn
Lục bát có thể được ăn sống, như một loại trái cây tươi. Lục bát không phổ biến như na hay cherimoya. Lục bát cũng có thể được chế biến dưới dạng nước trái cây, kem hoặc bánh pudding. Ở Ấn Độ, lục bát được nấu thành nước sốt.

### Nhân giống
A. reticulata có thể được trồng trong vườn nhà, mặc dù lục bát có thể không phổ biến như na (A. squamosa). Lục bát có giá trị làm gốc ghép cho các loài Annona cao cấp, chẳng hạn như na, đặc biệt là trong điều kiện ẩm ướt. Lục bát cũng là nguồn gen để lai tạo.

### Khác
Lá và cành có thể được sử dụng để thuộc da vì chúng có chứa sắc tố màu xanh lam. Giấy gói, đồ trang trí và mũ có thể được làm từ vỏ cây bên trong. Gỗ mềm và có thể dùng để làm đồ dùng, tuy nhiên lục bát yếu và chất lượng kém.

## Dinh dưỡng
Trong lượng tham chiếu 100 gam, Lục bát cung cấp 101 calo, 23% Giá trị hàng ngày (DV) của vitamin C và 17% DV vitamin B6, không có lượng vi chất dinh dưỡng đáng kể nào khác (bảng). Lục bát sống chứa 72% nước, 25% carbohydrate, 2% protein và 1% chất béo (bảng).

## Rủi ro và tác động
Annona reticulata được biết đến là một loại cây xâm lấn. Đánh giá rủi ro PIER cho điểm 11 đối với Annona reticulata. Lục bát tác động tiêu cực đến người dân trồng trọt vì tất cả các bộ phận của cây (trừ quả) đều độc hại, có thể gây ra vấn đề cho sức khỏe con người.

## Bệnh và động vật ký sinh
Các bệnh có thể lây lan sang Annona reticulata bao gồm bệnh thán thư, bệnh đốm lá, bệnh thối bộ đôi và bệnh ung thư đen. Các loài Diplodia, giun tròn và rệp sáp cũng có thể lây nhiễm sang cây trồng

## Mùi hương và hóa chất thực vật
Mùi thơm của A. reticulata là kết quả của khoảng 180 hợp chất, bao gồm các hợp chất dễ bay hơi, alpha-pinene, myrcene và limonene, cùng nhiều hợp chất khác. Cây rất giàu tannin.

## Thuốc truyền thống
Nhiều công dụng y học cổ truyền khác nhau đã được báo cáo qua nhiều thế kỷ đối với quả, vỏ hoặc lá khô của lục bát.